# Claire Lehmannová
Claire Lehmannová (* 18. července 1985 Adelaide) je australská spisovatelka a zakládající redaktorka internetového časopisu Quillette.
Narodila se a vyrůstala v Adelaide v Austrálii, kde také získala bakalářský titul z psychologie a angličtiny na Adelaidské univerzitě. Je vdaná (jejím tchánem je básník Geoffrey Lehmann) a má dvě děti.
Původně psala do různých časopisů, mimo jiné na The Rebel Media, kanadský krajně pravicový politický web. Vlastní web Quillette založila v říjnu 2015 s úmyslem poskytnout prostor pro solidně intelektuálně podložené materiály, které prezentují data a argumenty v rozporu s aktuálním konsensem. Rozhodujícím impulsem byla údajně výpověď společnosti Google inženýrovi Jamesovi Damoremu, který napsal interní zprávu kritizující firemní personální politiku.
Australský deník The Sydney Morning Herald ji zařadil mezi „deset Australanů, kteří v roce 2018 otřásli světem médií a technologií“.